# Woda izoosmotyczna
Woda hiperosmotyczna mianem tym określa się wody mineralne i lecznicze, krzepnięcie których zachodzi w temperaturze pomiędzy –0,58 a 0,55 °C, ciśnienie osmotyczne zaś wynosi ok. 7,7 · 10³ hPa.